# European Le Mans Series 2022
Navigation
Édition précédente Édition suivante
L'European Le Mans Series 2022 (ELMS) est la dix-neuvième saison du championnat européen d'endurance.

## Calendrier
Le 17 septembre 2021, lors des 4 Heures de Spa-Francorchamps, l'ACO dévoile le calendrier de la saison 2022 de l'European Le Mans Series. Par rapport à la saison 2021, le championnat est de retour sur le Hungaroring après plus de 9 ans d'absence, et sur l'Autodromo Enzo e Dino Ferrari. Il est à noter l’absence du Red Bull Ring, épreuve de retour lors de la saison précédente et de nouveau abandonnée, et du Circuit de Monza qui aura quant à lui une épreuve du Championnat du monde d'endurance.
Le 28 février 2022, il avait été annoncé par l'ACO qu'à la suite de règlementations locales et de restrictions en vigueur, la manche préalablement annoncée à l'Hungaroring sera remplacée par une manche sur le Circuit de Monza aux même dates.
| N° | Date         | Nom de la Course              | Durée    | Circuit                            | Lieu          | État, Pays |
| -- | ------------ | ----------------------------- | -------- | ---------------------------------- | ------------- | ---------- |
| 1  | 17 avril     | 4 Heures du Castellet         | 4 Heures | Circuit Paul Ricard                | Le Castellet  | France     |
| 2  | 15 mai       | 4 Heures d'Imola              | 4 Heures | Autodromo Enzo e Dino Ferrari      | Imola         | Italie     |
| 3  | 3 juillet    | 4 Heures de Monza             | 4 Heures | Circuit de Monza                   | Monza         | Italie     |
| 4  | 28 août      | 4 Heures de Barcelone         | 4 Heures | Circuit de Barcelone               | Montmeló      | Espagne    |
| 5  | 25 septembre | 4 Heures de Spa-Francorchamps | 4 Heures | Circuit de Spa-Francorchamps       | Francorchamps | Belgique   |
| 6  | 16 octobre   | 4 Heures de Portimão          | 4 Heures | Autódromo Internacional do Algarve | Portimão      | Portugal   |

## Engagés

### LMP2
Toutes les voitures utilisent un moteur Gibson GK428 4,2 l V8 atmosphérique et sont chaussées de pneumatiques Goodyear.
| N° | Pays                     | Écurie                    | Voiture           | Pneu | Classe | Pilote 1                   | Pilote 2                          | Pilote 3                     |
| -- | ------------------------ | ------------------------- | ----------------- | ---- | ------ | -------------------------- | --------------------------------- | ---------------------------- |
| 9  |                          | Prema Racing              | Oreca 07 - Gibson | G    | P2     | Louis Delétraz (toutes)    | Ferdinand Habsburg (toutes)       | Lorenzo Colombo (1-4)        |
| 9  | Juan Manuel Correa (5-6) | Prema Racing              | Oreca 07 - Gibson | G    | P2     |                            |                                   |                              |
| 19 |                          | Algarve Pro Racing        | Oreca 07 - Gibson | G    | P2     | Bent Viscaal (toutes)      | Sophia Flörsch (1-4)              | Filip Ugran (5-6)            |
| 21 |                          | Mühlner Motorsport        | Oreca 07 - Gibson | G    | P2     | Matthias Kaiser (toutes)   | Thomas Laurent (toutes)           | Ugo de Wilde (toutes)        |
| 22 |                          | United Autosports         | Oreca 07 - Gibson | G    | P2     | Tom Gamble (toutes)        | Philip Hanson (toutes)            | Duncan Tappy (toutes)        |
| 24 |                          | Nielsen Racing            | Oreca 07 - Gibson | G    | PA     | Matthew Bell (toutes)      | Ben Hanley (toutes)               | Rodrigo Sales (toutes)       |
| 28 |                          | IDEC Sport                | Oreca 07 - Gibson | G    | P2     | Paul-Loup Chatin (toutes)  | Paul Lafargue (toutes)            | Patrick Pilet (toutes)       |
| 30 |                          | Duqueine Team             | Oreca 07 - Gibson | G    | P2     | Richard Bradley (toutes)   | Memo Rojas (toutes)               | Reshad de Gerus (1-3)        |
| 30 | Anders Fjordbach (4)     | Duqueine Team             | Oreca 07 - Gibson | G    | P2     | Mathieu de Barbuat (5)     | Rui Andrade (6)                   |                              |
| 31 |                          | TDS Racing x Vaillante,   | Oreca 07 - Gibson | G    | PA     | Mathias Beche (toutes)     | Philippe Cimadomo (toutes)        | Tijmen van der Helm (toutes) |
| 34 |                          | Racing Team Turkey        | Oreca 07 - Gibson | G    | PA     | Charlie Eastwood (toutes)  | Salih Yoluç (toutes)              | Jack Aitken (1-4, 6)         |
| 34 | Will Stevens (5)         | Racing Team Turkey        | Oreca 07 - Gibson | G    | PA     |                            |                                   |                              |
| 35 |                          | BHK Motorsport            | Oreca 07 - Gibson | G    | P2     | Sergio Campana (toutes)    | Francesco Dracone (toutes)        | Markus Pommer (toutes)       |
| 37 |                          | Cool Racing               | Oreca 07 - Gibson | G    | P2     | Niklas Krütten (toutes)    | Nicolas Lapierre (toutes)         | Yifei Ye (toutes)            |
| 40 |                          | Graff Racing              | Oreca 07 - Gibson | G    | PA     | David Droux (1-3)          | Sébastien Page (1-3)              | Eric Trouillet (1-3)         |
| 43 |                          | Inter Europol Competition | Oreca 07 - Gibson | G    | P2     | Pietro Fittipaldi (toutes) | David Heinemeier Hansson (toutes) | Fabio Scherer (toutes)       |
| 47 |                          | Algarve Pro Racing        | Oreca 07 - Gibson | G    | PA     | James Allen (toutes)       | John Falb (toutes)                | Alex Peroni (toutes)         |
| 51 |                          | Team Virage               | Oreca 07 - Gibson | G    | PA     | Gabriel Aubry (toutes)     | Rob Hodes (toutes)                | Jazeman Jaafar (1-3)         |
| 51 | Ian Rodríguez (en) (4-6) | Team Virage               | Oreca 07 - Gibson | G    | PA     |                            |                                   |                              |
| 65 |                          | Panis Racing              | Oreca 07 - Gibson | G    | P2     | Julien Canal (toutes)      | Nicolas Jamin (toutes)            | Job van Uitert (toutes)      |
| 88 |                          | AF Corse                  | Oreca 07 - Gibson | G    | PA     | Nicklas Nielsen (toutes)   | François Perrodo (toutes)         | Alessio Rovera (toutes)      |

### LMP3
Toutes les voitures ont un moteur Nissan VK56 5,6 l V8 Atmo et sont chaussées de pneumatiques Michelin.
| N°   | Pays                          | Écurie                    | Voiture                     | Pneu | Pilote 1                        | Pilote 2                      | Pilote 3                    |
| LMP3 | LMP3                          | LMP3                      | LMP3                        | LMP3 | LMP3                            | LMP3                          | LMP3                        |
| ---- | ----------------------------- | ------------------------- | --------------------------- | ---- | ------------------------------- | ----------------------------- | --------------------------- |
| 2    |                               | United Autosports         | Ligier JS P320 - Nissan     | M    | Josh Caygill (toutes)           | Bailey Voisin (toutes)        | Finn Gehrsitz (toutes)      |
| 3    |                               | United Autosports         | Ligier JS P320 - Nissan     | M    | Andrew Bentley (toutes)         | Jim McGuire (1, 3-6)          | Kay Van Berlo (toutes)      |
| 4    |                               | DKR Engineering           | Duqueine M30 - D08 - Nissan | M    | Sebastián Álvarez (en) (toutes) | Alexander Bukhantsov (toutes) | Tom Van Rompuy (1-2, 4-6)   |
| 4    | James Winslow (3)             | DKR Engineering           | Duqueine M30 - D08 - Nissan | M    |                                 |                               |                             |
| 5    |                               | RLR Msport                | Ligier JS P320 - Nissan     | M    | Nick Adcock (toutes)            | Michael Jensen (toutes)       | Alex Kapadia (toutes)       |
| 6    |                               | 360 Racing                | Ligier JS P320 - Nissan     | M    | Ross Kaiser (toutes)            | Terrence Woodward (toutes)    | Mark Richards (1-5)         |
| 6    | Santiago Serrano (6)          | 360 Racing                | Ligier JS P320 - Nissan     | M    |                                 |                               |                             |
| 7    |                               | Nielsen Racing            | Ligier JS P320 - Nissan     | M    | James Littlejohn (1–3, 5–6)     | Anthony Wells (1–3, 5–6)      |                             |
| 10   |                               | Eurointernational         | Ligier JS P320 - Nissan     | M    | Xavier Lloveras (toutes)        | Glenn van Berlo (en) (1-4)    | Tom Cloet (1)               |
| 10   | Adrien Chila (2-3)            | Eurointernational         | Ligier JS P320 - Nissan     | M    | Freddie Hunt (4)                | Miguel Cristóvão (5-6)        |                             |
| 11   |                               | Eurointernational         | Ligier JS P320 - Nissan     | M    | Max Koebolt (toutes)            | Marcos Siebert (1-2)          | Adrien Chila (1)            |
| 11   | Jérôme de Sadeleer (en) (2-6) | Eurointernational         | Ligier JS P320 - Nissan     | M    | Louis Rousset (4)               | Santiago Serrano (5)          |                             |
| 13   |                               | Inter Europol Competition | Ligier JS P320 - Nissan     | M    | Charles Crews (toutes)          | Nico Pino (toutes)            | Guilherme Oliveira (toutes) |
| 14   |                               | Inter Europol Competition | Ligier JS P320 - Nissan     | M    | Noam Abramczyk (toutes)         | James Dayson (toutes)         | Mateusz Kaprzyk (toutes)    |
| 15   |                               | RLR Msport                | Ligier JS P320 - Nissan     | M    | Valentino Catalano              | Horst Felbermayr, Jr.         | Austin McCusker             |
| 17   |                               | Cool Racing               | Ligier JS P320 - Nissan     | M    | Mike Benham (toutes)            | Malthe Jakobsen (toutes)      | Maurice Smith (toutes)      |
| 27   |                               | Cool Racing               | Ligier JS P320 - Nissan     | M    | Antoine Doquin (toutes)         | Jean-Ludovic Foubert (toutes) | Nicolas Maulini (toutes)    |

La ligier Ligier JS P320 de l'écurie britannique 360 Racing avait été repéchée à la suite du retrait de la Ferrari 488 GTE no 74 de l'écurie suisse Kessel Racing. L'écurie polonaise Team Virage était la première sur la liste de voitures en réserve mais n'ayant pas été capable d'accepter cette invitation dans les temps imparties, c'est la seconde écurie sur la liste de voitures en réserve qui avait accepté cette invitation de dernière minute.

### LMGTE
Toutes les voitures sont chaussées de pneumatiques Goodyear.
| N°    | Pays                         | Écurie                    | Voiture                  | Pneu  | Pilote 1                     | Pilote 2                     | Pilote 3                      |
| LMGTE | LMGTE                        | LMGTE                     | LMGTE                    | LMGTE | LMGTE                        | LMGTE                        | LMGTE                         |
| ----- | ---------------------------- | ------------------------- | ------------------------ | ----- | ---------------------------- | ---------------------------- | ----------------------------- |
| 18    |                              | Absolute Racing           | Porsche 911 RSR-19       | G     | Andrew Haryanto (toutes)     | Alessio Picariello (toutes)  | Martin Rump (toutes)          |
| 32    |                              | Rinaldi Racing            | Ferrari 488 GTE          | G     | Nicolas Varrone (toutes)     | Pierre Ehret (1-5)           | Memo Gidley (1)               |
| 32    | Gabriele Lancieri (en) (2-3) | Rinaldi Racing            | Ferrari 488 GTE          | G     | Diego Alessi (4-6)           |                              |                               |
| 33    |                              | Rinaldi Racing            | Ferrari 488 GTE          | G     | Fabrizio Crestani (1–3, 5–6) | Christian Hook (1–3, 5–6)    | Óscar Tunjo (1-2)             |
| 33    | Jeroen Bleekemolen (3, 5-6)  | Rinaldi Racing            | Ferrari 488 GTE          | G     |                              |                              |                               |
| 55    |                              | Spirit of Race            | Ferrari 488 GTE          | G     | Duncan Cameron (toutes)      | Matthew Griffin (toutes)     | David Perel (toutes)          |
| 57    |                              | Car Guy Racing            | Ferrari 488 GTE          | G     | Mikkel Jensen (toutes)       | Frederik Schandorff (toutes) | Takeshi Kimura (1–4, 6)       |
| 57    | Conrad Grunewald (de) (5)    | Car Guy Racing            | Ferrari 488 GTE          | G     |                              |                              |                               |
| 60    |                              | Iron Lynx                 | Ferrari 488 GTE          | G     | Matteo Cressoni (toutes)     | Davide Rigon (toutes)        | Claudio Schiavoni (toutes)    |
| 66    |                              | JMW Motorsport            | Ferrari 488 GTE          | G     | Giacomo Petrobelli (toutes)  | Sean Hudspeth (toutes)       | Matthew Payne (en) (1–3, 5–6) |
| 66    | Miguel Molina (4)            | JMW Motorsport            | Ferrari 488 GTE          | G     |                              |                              |                               |
| 69    |                              | Oman Racing avec TF Sport | Aston Martin Vantage AMR | G     | Ahmad Al Harthy (toutes)     | Sam De Haan (toutes)         | Marco Sørensen (toutes)       |
| 77    |                              | Proton Competition        | Porsche 911 RSR-19       | G     | Gianmaria Bruni (toutes)     | Lorenzo Ferrari (toutes)     | Christian Ried (toutes)       |
| 83    |                              | Iron Lynx                 | Ferrari 488 GTE          | G     | Sarah Bovy (toutes)          | Michelle Gatting (toutes)    | Rahel Frey (1-3)              |
| 83    | Doriane Pin (4-6)            | Iron Lynx                 | Ferrari 488 GTE          | G     |                              |                              |                               |
| 93    |                              | Proton Competition        | Porsche 911 RSR-19       | G     | Michael Fassbender (toutes)  | Richard Lietz (toutes)       | Zacharie Robichon (toutes)    |
| 95    |                              | Oman Racing avec TF Sport | Aston Martin Vantage AMR | G     | Jonny Adam (toutes)          | John Hartshorne (toutes)     | Henrique Chaves (toutes)      |

La Ferrari 488 GTE no 74 de l'écurie suisse Kessel Racing, originellement inscrite pour l'intégralité de la saison, avait déclaré forfait avant le début de celle-ci

## Résumé

### 4 Heures du Castellet
La catégorie LMP2 et le classement général des 4 Heures du Castellet ont été remportés par l'Oreca 07 de l'écurie italienne Prema Racing pilotée par Lorenzo Colombo, Louis Delétraz et Ferdinand Habsburg.
La catégorie LMP3 a été remportée par la Ligier JS P320 de l'écurie suisse Cool Racing pilotée par Mike Benham, Malthe Jakobsen et Maurice Smith.
La catégorie LMGTE a été remportée par la Ferrari 488 GTE Evo de l'écurie allemande Rinaldi Racing pilotée par Pierre Ehret, Nicolas Varrone et Memo Gidley.

### 4 Heures d'Imola
La catégorie LMP2 et le classement général des 4 Heures d'Imola ont été remportés par l'Oreca 07 de l'écurie italienne Prema Racing pilotée par Lorenzo Colombo, Louis Delétraz et Ferdinand Habsburg.
La catégorie LMP3 a été remportée par la Ligier JS P320 de l'écurie anglaise United Autosports pilotée par Andrew Bentley et Kay Van Berlo.
La catégorie LMGTE a été remportée par l'Aston Martin Vantage AMR de l'écurie omanaise Oman Racing avec TF Sport pilotée par Ahmad Al Harthy, Sam De Haan et Marco Sørensen.

### 4 Heures de Monza
La catégorie LMP2 et le classement général des 4 Heures de Monza ont été remportés par l'Oreca 07 de l'écurie française IDEC Sport pilotée par Paul-Loup Chatin, Paul Lafargue et Patrick Pilet.
La catégorie LMP3 a été remportée par la Ligier JS P320 de l'écurie polonaise Inter Europol Competition pilotée par Charles Crews, Nico Pino et Guilherme Oliveira.
La catégorie LMGTE a été remportée par la Porsche 911 RSR-19 de l'écurie allemande Proton Competition pilotée par Gianmaria Bruni, Lorenzo Ferrari et Christian Ried.

### 4 Heures de Barcelone
La catégorie LMP2 et le classement général des 4 Heures de Barcelone ont été remportés par l'Oreca 07 de l'écurie italienne Prema Racing pilotée par Lorenzo Colombo, Louis Delétrazet Ferdinand Habsburg.
La catégorie LMP3 a été remportée par la Ligier JS P320 de l'écurie polonaise Inter Europol Competition pilotée par Charles Crews, Nico Pino et Guilherme Oliveira.
La catégorie LMGTE a été remportée par la Porsche 911 RSR-19 de l'écurie allemande Proton Competition pilotée par Gianmaria Bruni, Lorenzo Ferrari et Christian Ried.

### 4 Heures de Spa-Francorchamps

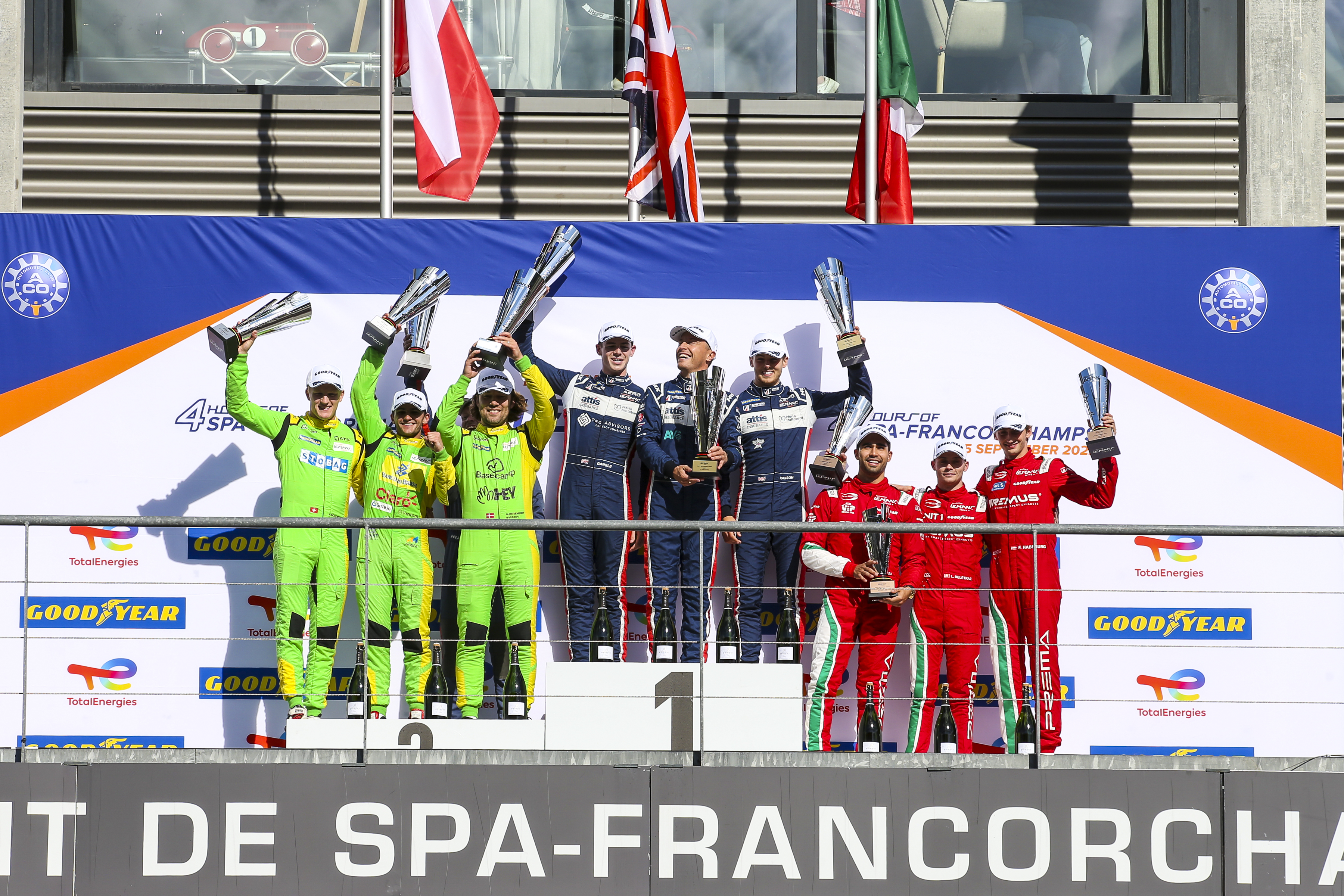
Podium lors des 4 Heures de Spa-Francorchamps

La catégorie LMP2 et le classement général des 4 Heures de Spa-Francorchamps ont été remportés par l'Oreca 07 de l'écurie britannique United Autosports pilotée par Tom Gamble, Philip Hanson et Duncan Tappy.
La catégorie LMP3 a été remportée par la Ligier JS P320 de l'écurie polonaise Inter Europol Competition pilotée par Charles Crews, Nico Pino et Guilherme Oliveira.
La catégorie LMGTE a été remportée par la Ferrari 488 GTE Evo de l'écurie japonaise Car Guy Racing pilotée par Conrad Grunewald (de), Frederik Schandorff et Mikkel Jensen.

### 4 Heures de Portimão

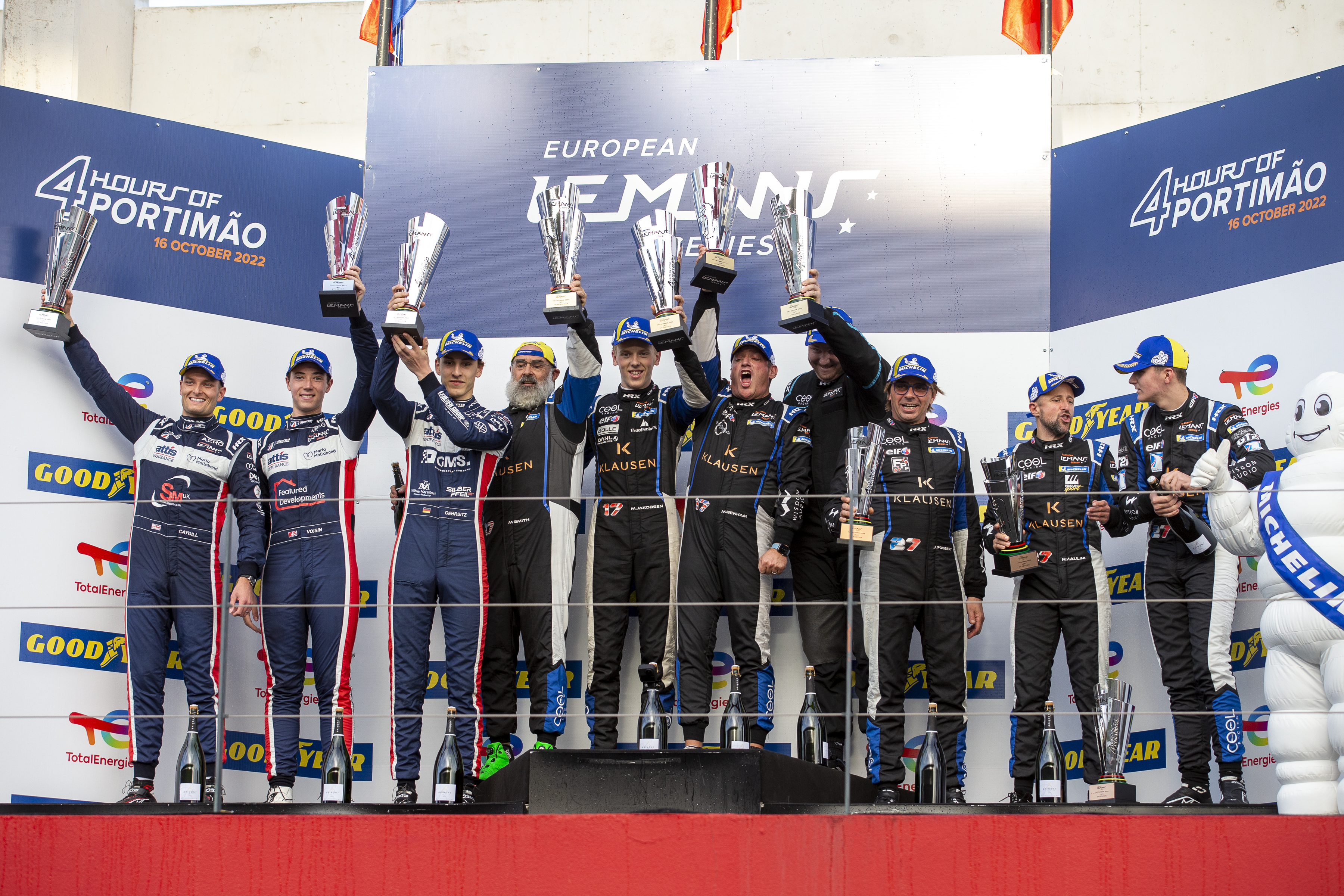
Podium de la catégorie LMP3 lors des 4 Heures de Portimão

La catégorie LMP2 et le classement général des 4 Heures de Portimão ont été remportés par l'Oreca 07 de l'écurie italienne Prema Racing pilotée par Juan Manuel Correa, Louis Delétrazet Ferdinand Habsburg.
La catégorie LMP3 a été remportée par la Ligier JS P320 de l'écurie suisse Cool Racing pilotée par Mike Benham<, Malthe Jakobsen et Maurice Smith.
La catégorie LMGTE a été remportée par la Ferrari 488 GTE Evo de l'écurie italienne Iron Lynx pilotée par Sarah Bovy, Michelle Gatting et Doriane Pin. Il s'agit de la première victoire de catégorie d'un équipage féminin dans le championnat European Le Mans Series.

## Résultats
En gras le vainqueur de la course.
| no | Course                        | Écurie victorieuse LMP2                              | Écurie victorieuse LMP3                    | Écurie victorieuse GTE                             | Résultats |
| no | Course                        | Pilotes victorieux LMP2                              | Pilotes victorieux LMP3                    | Pilotes victorieux GTE                             | Résultats |
| -- | ----------------------------- | ---------------------------------------------------- | ------------------------------------------ | -------------------------------------------------- | --------- |
| 1  | 4 Heures du Castellet         | Prema Racing                                         | Cool Racing                                | Rinaldi Racing                                     | Résultats |
| 1  | 4 Heures du Castellet         | Lorenzo Colombo Louis Delétraz Ferdinand Habsburg    | Mike Benham Malthe Jakobsen Maurice Smith  | Pierre Ehret Nicolas Varrone Memo Gidley           | Résultats |
| 2  | 4 Heures d'Imola              | Prema Racing                                         | United Autosports                          | Oman Racing avec TF Sport                          | Résultats |
| 2  | 4 Heures d'Imola              | Lorenzo Colombo Louis Delétraz Ferdinand Habsburg    | Andrew Bentley Kay Van Berlo               | Ahmad Al Harthy Sam De Haan Marco Sørensen         | Résultats |
| 3  | 4 Heures de Monza             | IDEC Sport                                           | Inter Europol Competition                  | Proton Competition                                 | Résultats |
| 3  | 4 Heures de Monza             | Paul-Loup Chatin Paul Lafargue Patrick Pilet         | Charles Crews Nico Pino Guilherme Oliveira | Gianmaria Bruni Lorenzo Ferrari Christian Ried     | Résultats |
| 4  | 4 Heures de Barcelone         | Prema Racing                                         | Inter Europol Competition                  | Proton Competition                                 | Résultats |
| 4  | 4 Heures de Barcelone         | Lorenzo Colombo Louis Delétraz Ferdinand Habsburg    | Charles Crews Nico Pino Guilherme Oliveira | Gianmaria Bruni Lorenzo Ferrari Christian Ried     | Résultats |
| 5  | 4 Heures de Spa-Francorchamps | United Autosports                                    | Inter Europol Competition                  | Kessel Racing                                      | Résultats |
| 5  | 4 Heures de Spa-Francorchamps | Tom Gamble Duncan Tappy Phil Hanson                  | C. R. Crews Nico Pino Guilherme Oliveira   | Conrad Grunewald Mikkel Jensen Frederik Schandorff | Résultats |
| 6  | 4 Heures de Portimão          | Prema Racing                                         | Cool Racing                                | Iron Lynx                                          | Résultats |
| 6  | 4 Heures de Portimão          | Louis Delétraz Juan Manuel Correa Ferdinand Habsburg | Mike Benham Malthe Jakobsen Maurice Smith  | Sarah Bovy Rahel Frey Michelle Gatting             | Résultats |

## Classements

### Attribution des points
| Système des points | Système des points | Système des points | Système des points | Système des points | Système des points | Système des points | Système des points | Système des points | Système des points | Système des points | Système des points |
| Position           | 1er                | 2e                 | 3e                 | 4e                 | 5e                 | 6e                 | 7e                 | 8e                 | 9e                 | 10e                | Pole               |
| ------------------ | ------------------ | ------------------ | ------------------ | ------------------ | ------------------ | ------------------ | ------------------ | ------------------ | ------------------ | ------------------ | ------------------ |
| Points             | 25                 | 18                 | 15                 | 12                 | 10                 | 8                  | 6                  | 4                  | 2                  | 1                  | 1                  |